# Voleibol de praia nos Jogos Olímpicos de Verão de 2020 - Masculino
O torneio masculino de voleibol de praia nos Jogos Olímpicos de Verão de 2020 foi realizado entre 24 de julho e 7 de agosto de 2021 na arena temporária montada no Parque Shiokaze, em Tóquio. Um total de 48 competidores (24 duplas) de 19 Comitês Olímpicos Nacionais (CON) participaram do evento.

## Qualificação
Cada CON poderia classificar até duas duplas no torneio masculino, totalizando 24 conjuntos participantes. As vagas foram distribuídas através do  Campeonato Mundial de 2019, onde a dupla vencedora assegurou uma quota para seu CON; através do Torneio de Qualificação Olímpica, onde foram atribuídas duas vagas; e para as 15 duplas com melhor classificação no ranking mundial de junho de 2020, respeitando o limite máximo de duas vagas por CON. As vagas restantes foram atribuídas as cinco vencedoras das finais da Copa Continental (uma por continente), além de uma vaga ao Japão por ser o país anfitrião e teve uma vaga garantida (podendo participar dos eventos de qualificação anteriores para obter uma segunda vaga).

## Formato
Vinte e quatro duplas participaram da competição, sendo divididas em seis grupos de quatro equipes cada. As duas primeiras de cada grupo avançaram a fase final. As duas melhores duplas terceiro colocadas nos grupos também avançaram, e as quatro restantes disputaram uma fase extra de play-offs (lucky loser) para determinar mais duas classificadas, totalizando as 16 duplas nas oitavas de final. A partir dessa etapa, a competição foi realizada em sistema eliminatório direto, com as quartas de final, semifinal e finais para definição dos medalhistas.

## Calendário
| FG | Fase de grupos | OF | Oitavas de final | QF | Quartas de final | SF | Semifinal | B | Disputa pelo bronze | F | Final |

| DataEvento        | 24 jul | 25 jul | 26 jul | 27 jul | 28 jul | 29 jul | 30 jul | 31 jul | 1 ago | 2 ago | 3 ago | 4 ago | 5 ago | 6 ago | 6 ago | 7 ago | 7 ago |
| ----------------- | ------ | ------ | ------ | ------ | ------ | ------ | ------ | ------ | ----- | ----- | ----- | ----- | ----- | ----- | ----- | ----- | ----- |
| Torneio masculino | FG     | FG     | FG     | FG     | FG     | FG     | FG     | FG     | OF    | OF    |       | QF    | SF    |       |       | B     | F     |

## Medalhistas
| Ouro   | NOR Anders Mol e Christian Sørum               |
| Prata  | ROC Viacheslav Krasilnikov e Oleg Stoyanovskiy |
| Bronze | QAT Cherif Younousse e Ahmed Tijan             |

## Sorteio
O sorteio das 24 duplas em cada um dos seis grupos foi realizado em 5 de julho de 2021 em Moscou, na Rússia.
| Grupo A                                  | Grupo B                                        | Grupo C                                   |
| ---------------------------------------- | ---------------------------------------------- | ----------------------------------------- |
| NOR Anders Mol – Christian Sørum         | ROC Viacheslav Krasilnikov – Oleg Stoyanovskiy | QAT Cherif Younousse – Ahmed Tijan        |
| ROC Konstantin Semenov – Ilya Leshukov   | CZE Ondřej Perušič – David Schweiner           | USA Jake Gibb – Tri Bourne                |
| ESP Pablo Herrera – Adrián Gavira        | LAT Mārtiņš Pļaviņš – Edgars Točs              | ITA Adrian Carambula – Enrico Rossi       |
| AUS Christopher McHugh – Damien Schumann | MEX Josué Gaxiola – José Luis Rubio            | SUI Adrian Heidrich – Mirco Gerson        |
| Grupo D                                  | Grupo E                                        | Grupo F                                   |
| BRA Alison Cerutti – Álvaro Morais Filho | POL Grzegorz Fijałek – Michał Bryl             | JPN Yusuke Ishijima – Katsuhiro Shiratori |
| NED Alexander Brouwer – Robert Meeuwsen  | BRA Evandro Oliveira – Bruno Schmidt           | GER Julius Thole – Clemens Wickler        |
| USA Nick Lucena – Phil Dalhausser        | CHI Marco Grimalt – Esteban Grimalt            | ITA Paolo Nicolai – Daniele Lupo          |
| ARG Julián Azaad – Nicolás Capogrosso    | MAR Zouheir El Graoui – Mohamed Abicha         | POL Piotr Kantor – Bartosz Łosiak         |

## Árbitros
Os seguintes árbitros foram selecionados para a competição.
- ARG Osvaldo Sumavil
- BRA Mário Ferro
- CHN Wang Lijun
- COL Juan Carlos Saavedra
- ESP José María Padrón
- GRE Charalampos Papadogoulas
- JPN Mariko Satomi
- ITA Davide Crescentini
- POL Agnieszka Myszkowska
- POR Rui Carvalho
- RSA Giovanni Bake
- RUS Roman Pristovakin
- USA Brig Beatie

## Fase de grupos
As duas primeiras duplas de cada grupo e as duas melhores terceiras dentre todos os grupos seguiram diretamente às oitavas de final, enquanto as restantes terceiras disputaram os play-offs (lucky losers).
|  | Classificadas para as oitavas de final         |
|  | Classificadas para os play-offs (lucky losers) |

Todas as partidas seguem o fuso horário local (UTC+9).

### Grupo A
|     |                      |     | Jogos | Jogos | Jogos | Sets | Sets | Sets  | Pontos | Pontos | Pontos |
| Pos | Equipe               | Pts | T     | V     | D     | V    | P    | R     | V      | P      | R      |
| --- | -------------------- | --- | ----- | ----- | ----- | ---- | ---- | ----- | ------ | ------ | ------ |
| 1   | ROC Semenov–Leshukov | 6   | 3     | 3     | 0     | 6    | 0    | MAX   | 127    | 107    | 1.187  |
| 2   | NOR Mol–Sørum        | 5   | 3     | 2     | 1     | 4    | 3    | 1.333 | 137    | 133    | 1.030  |
| 3   | ESP Herrera–Gavira   | 4   | 3     | 1     | 2     | 2    | 4    | 0.500 | 120    | 120    | 1.000  |
| 4   | AUS McHugh–Schumann  | 3   | 3     | 0     | 3     | 1    | 6    | 0.167 | 114    | 138    | 0.826  |

Fonte: FIVB
| 24 de julho 16:00 Relatório | ROC Semenov–Leshukov | 2–0         | ESP Herrera–Gavira | Parque Shiokaze, Tóquio Árbitro(s): BRA Mário Ferro ARG Osvaldo Sumavil |
| 24 de julho 16:00 Relatório | 21 22                | Set 1 Set 2 | 19 20              | Parque Shiokaze, Tóquio Árbitro(s): BRA Mário Ferro ARG Osvaldo Sumavil |

| 24 de julho 22:00 Relatório | NOR Mol–Sørum | 2–1               | AUS McHugh–Schumann | Parque Shiokaze, Tóquio Árbitro(s): POL Agnieszka Myszkowska COL Juan Carlos Saavedra |
| 24 de julho 22:00 Relatório | 21 18 15      | Set 1 Set 2 Set 3 | 18 21 13            | Parque Shiokaze, Tóquio Árbitro(s): POL Agnieszka Myszkowska COL Juan Carlos Saavedra |

| 26 de julho 15:00 Relatório | ROC Semenov–Leshukov | 2–0         | AUS McHugh–Schumann | Parque Shiokaze, Tóquio Árbitro(s): CHN Wang Lijun ITA Davide Crescentin |
| 26 de julho 15:00 Relatório | 21                   | Set 1 Set 2 | 14 16               | Parque Shiokaze, Tóquio Árbitro(s): CHN Wang Lijun ITA Davide Crescentin |

| 26 de julho 22:00 Relatório | NOR Mol–Sørum | 2–0         | ESP Herrera–Gavira | Parque Shiokaze, Tóquio Árbitro(s): GRE Charalampos Papadogoulas RSA Giovanni Bake |
| 26 de julho 22:00 Relatório | 21 24         | Set 1 Set 2 | 17 22              | Parque Shiokaze, Tóquio Árbitro(s): GRE Charalampos Papadogoulas RSA Giovanni Bake |

| 28 de julho 17:00 Relatório | ESP Herrera–Gavira | 2–0         | AUS McHugh–Schumann | Parque Shiokaze, Tóquio Árbitro(s): RUS Roman Pristovakin BRA Mário Ferro |
| 28 de julho 17:00 Relatório | 21                 | Set 1 Set 2 | 16                  | Parque Shiokaze, Tóquio Árbitro(s): RUS Roman Pristovakin BRA Mário Ferro |

| 28 de julho 22:00 Relatório | NOR Mol–Sørum | 0–2         | ROC Semenov–Leshukov | Parque Shiokaze, Tóquio Árbitro(s): USA Brig Beatie ESP José María Padrón |
| 28 de julho 22:00 Relatório | 19            | Set 1 Set 2 | 21                   | Parque Shiokaze, Tóquio Árbitro(s): USA Brig Beatie ESP José María Padrón |

### Grupo B
|     |                              |     | Jogos | Jogos | Jogos | Sets | Sets | Sets  | Pontos | Pontos | Pontos |
| Pos | Equipe                       | Pts | T     | V     | D     | V    | P    | R     | V      | P      | R      |
| --- | ---------------------------- | --- | ----- | ----- | ----- | ---- | ---- | ----- | ------ | ------ | ------ |
| 1   | ROC Krasilnikov–Stoyanovskiy | 5   | 3     | 2     | 1     | 5    | 4    | 1.250 | 169    | 148    | 1.142  |
| 2   | LAT Pļaviņš–Točs             | 5   | 3     | 2     | 1     | 4    | 3    | 1.333 | 83     | 93     | 0.892  |
| 3   | MEX Gaxiola – Rubio          | 4   | 3     | 1     | 2     | 4    | 4    | 1.000 | 150    | 151    | 0.993  |
| 4   | CZE Perušič–Schweiner        | 4   | 3     | 1     | 2     | 3    | 5    | 0.600 | 96     | 148    | 0.649  |

Fonte: FIVB
| 26 de julho 10:00 Relatório | ROC Krasilnikov–Stoyanovskiy | 2–1               | MEX Gaxiola – Rubio | Parque Shiokaze, Tóquio Árbitro(s): POR Rui Carvalho USA Brig Beatie |
| 26 de julho 10:00 Relatório | 24 21 18                     | Set 1 Set 2 Set 3 | 26 15 16            | Parque Shiokaze, Tóquio Árbitro(s): POR Rui Carvalho USA Brig Beatie |

| 26 de julho 17:00 Relatório | CZE Perušič–Schweiner | 0–2 | LAT Pļaviņš–Točs | Parque Shiokaze, Tóquio Árbitro(s): BRA Mário Ferro CHN Wang Lijun |
| 26 de julho 17:00 Relatório | DNS                   |     |                  | Parque Shiokaze, Tóquio Árbitro(s): BRA Mário Ferro CHN Wang Lijun |

| 29 de julho 16:00 Relatório | CZE Perušič–Schweiner | 2–1               | MEX Gaxiola – Rubio | Parque Shiokaze, Tóquio Árbitro(s): ESP José María Padrón USA Brig Beatie |
| 29 de julho 16:00 Relatório | 17 21 16              | Set 1 Set 2 Set 3 | 21 16 14            | Parque Shiokaze, Tóquio Árbitro(s): ESP José María Padrón USA Brig Beatie |

| 29 de julho 17:00 Relatório | ROC Krasilnikov–Stoyanovskiy | 1–2               | LAT Pļaviņš–Točs | Parque Shiokaze, Tóquio Árbitro(s): POR Rui Carvalho COL Juan Carlos Saavedra |
| 29 de julho 17:00 Relatório | 21 19 11                     | Set 1 Set 2 Set 3 | 13 21 15         | Parque Shiokaze, Tóquio Árbitro(s): POR Rui Carvalho COL Juan Carlos Saavedra |

| 31 de julho 15:00 Relatório | LAT Pļaviņš–Točs | 0–2         | MEX Gaxiola – Rubio | Parque Shiokaze, Tóquio Árbitro(s): USA Brig Beatie JPN Mariko Satomi |
| 31 de julho 15:00 Relatório | 18 16            | Set 1 Set 2 | 21                  | Parque Shiokaze, Tóquio Árbitro(s): USA Brig Beatie JPN Mariko Satomi |

| 31 de julho 16:00 Relatório | ROC Krasilnikov–Stoyanovskiy | 2–1               | CZE Perušič–Schweiner | Parque Shiokaze, Tóquio Árbitro(s): COL Juan Carlos Saavedra POL Agnieszka Myszkowska |
| 31 de julho 16:00 Relatório | 19 21 15                     | Set 1 Set 2 Set 3 | 21 13 8               | Parque Shiokaze, Tóquio Árbitro(s): COL Juan Carlos Saavedra POL Agnieszka Myszkowska |

### Grupo C
|     |                     |     | Jogos | Jogos | Jogos | Sets | Sets | Sets  | Pontos | Pontos | Pontos |
| Pos | Equipe              | Pts | T     | V     | D     | V    | P    | R     | V      | P      | R      |
| --- | ------------------- | --- | ----- | ----- | ----- | ---- | ---- | ----- | ------ | ------ | ------ |
| 1   | QAT Cherif–Ahmed    | 6   | 3     | 3     | 0     | 6    | 0    | MAX   | 129    | 103    | 1.252  |
| 2   | USA Gibb–Bourne     | 5   | 3     | 2     | 1     | 4    | 2    | 2.000 | 121    | 119    | 1.017  |
| 3   | SUI Heidrich–Gerson | 4   | 3     | 1     | 2     | 2    | 5    | 0.400 | 133    | 139    | 0.957  |
| 4   | ITA Carambula–Rossi | 3   | 3     | 0     | 3     | 1    | 6    | 0.167 | 125    | 147    | 0.850  |

Fonte: FIVB
| 25 de julho 17:00 Relatório | QAT Cherif–Ahmed | 2–0         | SUI Heidrich–Gerson | Parque Shiokaze, Tóquio Árbitro(s): COL Juan Carlos Saavedra GRE Charalampos Papadogoulas |
| 25 de julho 17:00 Relatório | 21               | Set 1 Set 2 | 17 16               | Parque Shiokaze, Tóquio Árbitro(s): COL Juan Carlos Saavedra GRE Charalampos Papadogoulas |

| 25 de julho 22:00 Relatório | USA Gibb–Bourne | 2–0         | ITA Carambula–Rossi | Parque Shiokaze, Tóquio Árbitro(s): BRA Mário Ferro RUS Roman Pristovakin |
| 25 de julho 22:00 Relatório | 21              | Set 1 Set 2 | 18 19               | Parque Shiokaze, Tóquio Árbitro(s): BRA Mário Ferro RUS Roman Pristovakin |

| 28 de julho 09:00 Relatório | USA Gibb–Bourne | 2–0         | SUI Heidrich–Gerson | Parque Shiokaze, Tóquio Árbitro(s): GRE Charalampos Papadogoulas POL Agnieszka Myszkowska |
| 28 de julho 09:00 Relatório | 21 23           | Set 1 Set 2 | 19 21               | Parque Shiokaze, Tóquio Árbitro(s): GRE Charalampos Papadogoulas POL Agnieszka Myszkowska |

| 28 de julho 20:00 Relatório | QAT Cherif–Ahmed | 2–0         | ITA Carambula–Rossi | Parque Shiokaze, Tóquio Árbitro(s): ESP José María Padrón POR Rui Carvalho |
| 28 de julho 20:00 Relatório | 24 21            | Set 1 Set 2 | 22 13               | Parque Shiokaze, Tóquio Árbitro(s): ESP José María Padrón POR Rui Carvalho |

| 30 de julho 10:00 Relatório | ITA Carambula–Rossi | 1–2         | SUI Heidrich–Gerson | Parque Shiokaze, Tóquio Árbitro(s): USA Brig Beatie GRE Charalampos Papadogoulas |
| 30 de julho 10:00 Relatório | 14 26 13            | Set 1 Set 2 | 21 24 15            | Parque Shiokaze, Tóquio Árbitro(s): USA Brig Beatie GRE Charalampos Papadogoulas |

| 30 de julho 22:00 Relatório | QAT Cherif–Ahmed | 2–0         | USA Gibb–Bourne | Parque Shiokaze, Tóquio Árbitro(s): COL Juan Carlos Saavedra ESP José María Padrón |
| 30 de julho 22:00 Relatório | 21               | Set 1 Set 2 | 18 17           | Parque Shiokaze, Tóquio Árbitro(s): COL Juan Carlos Saavedra ESP José María Padrón |

### Grupo D
|     |                        |     | Jogos | Jogos | Jogos | Sets | Sets | Sets  | Pontos | Pontos | Pontos |
| Pos | Equipe                 | Pts | T     | V     | D     | V    | P    | R     | V      | P      | R      |
| --- | ---------------------- | --- | ----- | ----- | ----- | ---- | ---- | ----- | ------ | ------ | ------ |
| 1   | BRA Alison–Álvaro      | 5   | 3     | 2     | 1     | 5    | 2    | 2.500 | 143    | 127    | 1.126  |
| 2   | NED Brouwer–Meeuwsen   | 5   | 3     | 2     | 1     | 4    | 2    | 2.000 | 120    | 108    | 1.111  |
| 3   | USA Lucena–Dalhausser  | 5   | 3     | 2     | 1     | 4    | 4    | 1.000 | 147    | 144    | 1.021  |
| 4   | ARG Azaad – Capogrosso | 3   | 3     | 0     | 3     | 1    | 6    | 0.167 | 107    | 138    | 0.775  |

Fonte: FIVB
| 24 de julho 10:00 Relatório | BRA Alison–Álvaro | 2–0         | ARG Azaad – Capogrosso | Parque Shiokaze, Tóquio Árbitro(s): GRE Charalampos Papadogoulas POR Rui Carvalho |
| 24 de julho 10:00 Relatório | 21                | Set 1 Set 2 | 16 17                  | Parque Shiokaze, Tóquio Árbitro(s): GRE Charalampos Papadogoulas POR Rui Carvalho |

| 24 de julho 21:00 Relatório | NED Brouwer–Meeuwsen | 2–0         | USA Lucena–Dalhausser | Parque Shiokaze, Tóquio Árbitro(s): POR Rui Carvalho RSA Giovanni Bake |
| 24 de julho 21:00 Relatório | 21                   | Set 1 Set 2 | 17 18                 | Parque Shiokaze, Tóquio Árbitro(s): POR Rui Carvalho RSA Giovanni Bake |

| 27 de julho 12:00 Relatório | BRA Alison–Álvaro | 1–2               | USA Lucena–Dalhausser | Parque Shiokaze, Tóquio Árbitro(s): RUS Roman Pristovakin ARG Osvaldo Sumavil |
| 27 de julho 12:00 Relatório | 22 21 13          | Set 1 Set 2 Set 3 | 24 19 15              | Parque Shiokaze, Tóquio Árbitro(s): RUS Roman Pristovakin ARG Osvaldo Sumavil |

| 27 de julho 21:00 Relatório | NED Brouwer–Meeuwsen | 2–0         | ARG Azaad – Capogrosso | Parque Shiokaze, Tóquio Árbitro(s): CHN Wang Lijun RUS Roman Pristovakin |
| 27 de julho 21:00 Relatório | 21                   | Set 1 Set 2 | 14                     | Parque Shiokaze, Tóquio Árbitro(s): CHN Wang Lijun RUS Roman Pristovakin |

| 29 de julho 11:00 Relatório | USA Lucena–Dalhausser | 2–1               | ARG Azaad – Capogrosso | Parque Shiokaze, Tóquio Árbitro(s): ITA Davide Crescentini JPN Mariko Satomi |
| 29 de julho 11:00 Relatório | 21 18 15              | Set 1 Set 2 Set 3 | 19 21 6                | Parque Shiokaze, Tóquio Árbitro(s): ITA Davide Crescentini JPN Mariko Satomi |

| 29 de julho 22:00 Relatório | BRA Alison–Álvaro | 2–0         | NED Brouwer–Meeuwsen | Parque Shiokaze, Tóquio Árbitro(s): CHN Wang Lijun RUS Roman Pristovakin |
| 29 de julho 22:00 Relatório | 21 24             | Set 1 Set 2 | 14 22                | Parque Shiokaze, Tóquio Árbitro(s): CHN Wang Lijun RUS Roman Pristovakin |

### Grupo E
|     |                           |     | Jogos | Jogos | Jogos | Sets | Sets | Sets  | Pontos | Pontos | Pontos |
| Pos | Equipe                    | Pts | T     | V     | D     | V    | P    | R     | V      | P      | R      |
| --- | ------------------------- | --- | ----- | ----- | ----- | ---- | ---- | ----- | ------ | ------ | ------ |
| 1   | BRA Evandro–Bruno         | 6   | 3     | 3     | 0     | 6    | 2    | 3.000 | 151    | 128    | 1.180  |
| 2   | POL Bryl–Fijałek          | 5   | 3     | 2     | 1     | 5    | 2    | 2.500 | 134    | 120    | 1.117  |
| 3   | CHI M. Grimalt–E. Grimalt | 4   | 3     | 1     | 2     | 3    | 4    | 0.750 | 125    | 120    | 1.042  |
| 4   | MAR El Graoui–Abicha      | 3   | 3     | 0     | 3     | 0    | 6    | 0.000 | 84     | 126    | 0.667  |

Fonte: FIVB
| 25 de julho 11:00 Relatório | BRA Evandro–Bruno | 2–1               | CHI M. Grimalt–E. Grimalt | Parque Shiokaze, Tóquio Árbitro(s): ARG Osvaldo Sumavil JPN Mariko Satomi |
| 25 de julho 11:00 Relatório | 21 16 15          | Set 1 Set 2 Set 3 | 15 21 12                  | Parque Shiokaze, Tóquio Árbitro(s): ARG Osvaldo Sumavil JPN Mariko Satomi |

| 25 de julho 16:00 Relatório | POL Bryl–Fijałek | 2–0         | MAR El Graoui–Abicha | Parque Shiokaze, Tóquio Árbitro(s): RSA Giovanni Bake ESP José María Padrón |
| 25 de julho 16:00 Relatório | 21               | Set 1 Set 2 | 17 11                | Parque Shiokaze, Tóquio Árbitro(s): RSA Giovanni Bake ESP José María Padrón |

| 27 de julho 15:00 Relatório | BRA Evandro–Bruno | 2–0         | MAR El Graoui–Abicha | Parque Shiokaze, Tóquio Árbitro(s): USA Brig Beatie COL Juan Carlos Saavedra |
| 27 de julho 15:00 Relatório | 21                | Set 1 Set 2 | 14 16                | Parque Shiokaze, Tóquio Árbitro(s): USA Brig Beatie COL Juan Carlos Saavedra |

| 27 de julho 17:00 Relatório | POL Bryl–Fijałek | 2–0         | CHI M. Grimalt–E. Grimalt | Parque Shiokaze, Tóquio Árbitro(s): GRE Charalampos Papadogoulas USA Brig Beatie |
| 27 de julho 17:00 Relatório | 21               | Set 1 Set 2 | 17 18                     | Parque Shiokaze, Tóquio Árbitro(s): GRE Charalampos Papadogoulas USA Brig Beatie |

| 30 de julho 11:00 Relatório | CHI M. Grimalt–E. Grimalt | 2–0         | MAR El Graoui–Abicha | Parque Shiokaze, Tóquio Árbitro(s): POR Rui Carvalho POL Agnieszka Myszkowska |
| 30 de julho 11:00 Relatório | 21                        | Set 1 Set 2 | 14 12                | Parque Shiokaze, Tóquio Árbitro(s): POR Rui Carvalho POL Agnieszka Myszkowska |

| 30 de julho 21:00 Relatório | POL Bryl–Fijałek | 1–2               | BRA Evandro–Bruno | Parque Shiokaze, Tóquio Árbitro(s): GRE Charalampos Papadogoulas USA Brig Beatie |
| 30 de julho 21:00 Relatório | 21 14 15         | Set 1 Set 2 Set 3 | 19 21 17          | Parque Shiokaze, Tóquio Árbitro(s): GRE Charalampos Papadogoulas USA Brig Beatie |

### Grupo F
|     |                        |     | Jogos | Jogos | Jogos | Sets | Sets | Sets  | Pontos | Pontos | Pontos |
| Pos | Equipe                 | Pts | T     | V     | D     | V    | P    | R     | V      | P      | R      |
| --- | ---------------------- | --- | ----- | ----- | ----- | ---- | ---- | ----- | ------ | ------ | ------ |
| 1   | ITA Nicolai–Lupo       | 6   | 3     | 3     | 0     | 6    | 2    | 3.000 | 150    | 138    | 1.087  |
| 2   | GER Thole–Wickler      | 5   | 3     | 2     | 1     | 5    | 2    | 2.500 | 138    | 118    | 1.169  |
| 3   | POL Kantor–Łosiak      | 4   | 3     | 1     | 2     | 3    | 4    | 0.750 | 128    | 125    | 1.024  |
| 4   | JPN Ishijima–Shiratori | 3   | 3     | 0     | 3     | 0    | 6    | 0.000 | 91     | 126    | 0.722  |

Fonte: FIVB
| 25 de julho 10:00 Relatório | JPN Ishijima–Shiratori | 0–2         | POL Kantor–Łosiak | Parque Shiokaze, Tóquio Árbitro(s): CHN Wang Lijun RUS Roman Pristovakin |
| 25 de julho 10:00 Relatório | 15 14                  | Set 1 Set 2 | 21                | Parque Shiokaze, Tóquio Árbitro(s): CHN Wang Lijun RUS Roman Pristovakin |

| 25 de julho 20:00 Relatório | GER Thole–Wickler | 1–2               | ITA Nicolai–Lupo | Parque Shiokaze, Tóquio Árbitro(s): RUS Roman Pristovakin CHN Wang Lijun |
| 25 de julho 20:00 Relatório | 21 19 13          | Set 1 Set 2 Set 3 | 19 21 15         | Parque Shiokaze, Tóquio Árbitro(s): RUS Roman Pristovakin CHN Wang Lijun |

| 27 de julho 10:00 Relatório | JPN Ishijima–Shiratori | 0–2         | ITA Nicolai–Lupo | Parque Shiokaze, Tóquio Árbitro(s): ARG Osvaldo Sumavil CHN Wang Lijun |
| 27 de julho 10:00 Relatório | 19 16                  | Set 1 Set 2 | 21               | Parque Shiokaze, Tóquio Árbitro(s): ARG Osvaldo Sumavil CHN Wang Lijun |

| 27 de julho 20:00 Relatório | GER Thole–Wickler | 2–0         | POL Kantor–Łosiak | Parque Shiokaze, Tóquio Árbitro(s): ARG Osvaldo Sumavil JPN Mariko Satomi |
| 27 de julho 20:00 Relatório | 22 21             | Set 1 Set 2 | 20 16             | Parque Shiokaze, Tóquio Árbitro(s): ARG Osvaldo Sumavil JPN Mariko Satomi |

| 30 de julho 16:00 Relatório | ITA Nicolai–Lupo | 2–1               | POL Kantor–Łosiak | Parque Shiokaze, Tóquio Árbitro(s): BRA Mário Ferro CHN Wang Lijun |
| 30 de julho 16:00 Relatório | 21 17 15         | Set 1 Set 2 Set 3 | 19 21 10          | Parque Shiokaze, Tóquio Árbitro(s): BRA Mário Ferro CHN Wang Lijun |

| 31 de julho 11:00 Relatório | JPN Ishijima–Shiratori | 0–2         | GER Thole–Wickler | Parque Shiokaze, Tóquio Árbitro(s): RSA Giovanni Bake CHN Wang Lijun |
| 31 de julho 11:00 Relatório | 16 11                  | Set 1 Set 2 | 21                | Parque Shiokaze, Tóquio Árbitro(s): RSA Giovanni Bake CHN Wang Lijun |

### Play-offs
|  | Classificadas para as oitavas de final         |
|  | Classificadas para os play-offs (lucky losers) |

|     |                           |     | Jogos | Jogos | Jogos | Sets | Sets | Sets  | Pontos | Pontos | Pontos |
| Pos | Equipe                    | Pts | T     | V     | D     | V    | P    | R     | V      | P      | R      |
| --- | ------------------------- | --- | ----- | ----- | ----- | ---- | ---- | ----- | ------ | ------ | ------ |
| 1   | USA Lucena–Dalhausser     | 5   | 3     | 2     | 1     | 4    | 4    | 1.000 | 147    | 144    | 1.021  |
| 2   | MEX Gaxiola–Rubio         | 4   | 3     | 1     | 2     | 4    | 4    | 1.000 | 150    | 151    | 0.993  |
| 3   | CHI M. Grimalt–E. Grimalt | 4   | 3     | 1     | 2     | 3    | 4    | 0.750 | 125    | 120    | 1.042  |
| 4   | POL Kantor–Łosiak         | 4   | 3     | 1     | 2     | 3    | 4    | 0.750 | 128    | 125    | 1.024  |
| 5   | ESP Herrera–Gavira        | 4   | 3     | 1     | 2     | 2    | 4    | 0.500 | 120    | 110    | 1.091  |
| 6   | SUI Heidrich–Gerson       | 4   | 3     | 1     | 2     | 2    | 5    | 0.400 | 133    | 139    | 0.957  |

Fonte: FIVB
| 31 de julho 21:00 Relatório | POL Kantor–Łosiak | 1–2               | ESP Herrera–Gavira | Parque Shiokaze, Tóquio Árbitro(s): ITA Davide Crescentini ARG Osvaldo Sumavil |
| 31 de julho 21:00 Relatório | 29 21 7           | Set 1 Set 2 Set 3 | 31 19 15           | Parque Shiokaze, Tóquio Árbitro(s): ITA Davide Crescentini ARG Osvaldo Sumavil |

| 31 de julho 22:00 Relatório | CHI M. Grimalt–E. Grimalt | 2–0         | SUI Heidrich–Gerson | Parque Shiokaze, Tóquio Árbitro(s): BRA Mário Ferro RUS Roman Pristovakin |
| 31 de julho 22:00 Relatório | 21                        | Set 1 Set 2 | 17 18               | Parque Shiokaze, Tóquio Árbitro(s): BRA Mário Ferro RUS Roman Pristovakin |

## Fase final

### Chaveamento
|  | Oitavas de final             | Oitavas de final             |                      |   | Quartas de final    | Quartas de final    |             |             | Semifinais | Semifinais |  |  | Final | Final |
|  |                              |                              |                      |   |                     |                     |             |             |            |            |  |  |       |       |
|  | 2 de agosto                  |                              |                      |   |                     |                     |             |             |            |            |  |  |       |       |
|  |                              |                              |                      |   |                     |                     |             |             |            |            |  |  |       |       |
|  | ROC Semenov–Leshukov         | 2                            |                      |   |                     |                     |             |             |            |            |  |  |       |       |
|  | ROC Semenov–Leshukov         | 2                            | 3 de agosto          |   |                     |                     |             |             |            |            |  |  |       |       |
|  | CHI M. Grimalt–E. Grimalt    | 0                            |                      |   |                     |                     |             |             |            |            |  |  |       |       |
|  | CHI M. Grimalt–E. Grimalt    | 0                            | ROC Semenov–Leshukov | 0 |                     |                     |             |             |            |            |  |  |       |       |
|  | 1 de agosto                  |                              | ROC Semenov–Leshukov | 0 |                     |                     |             |             |            |            |  |  |       |       |
|  |                              | NOR Mol–Sørum                | 2                    |   |                     |                     |             |             |            |            |  |  |       |       |
|  | NOR Mol–Sørum                | NOR Mol–Sørum                | 2                    | 2 |                     |                     |             |             |            |            |  |  |       |       |
|  | NOR Mol–Sørum                |                              | 5 de agosto          | 2 |                     |                     |             |             |            |            |  |  |       |       |
|  | NED Brouwer–Meeuwsen         | 0                            |                      |   |                     |                     |             |             |            |            |  |  |       |       |
|  | NED Brouwer–Meeuwsen         | 0                            | NOR Mol–Sørum        | 2 |                     |                     |             |             |            |            |  |  |       |       |
|  | 2 de agosto                  |                              | NOR Mol–Sørum        | 2 |                     |                     |             |             |            |            |  |  |       |       |
|  |                              | LAT Pļaviņš–Točs             | 0                    |   |                     |                     |             |             |            |            |  |  |       |       |
|  | BRA Evandro–Bruno            | LAT Pļaviņš–Točs             | 0                    | 0 |                     |                     |             |             |            |            |  |  |       |       |
|  | BRA Evandro–Bruno            | 3 de agosto                  |                      | 0 |                     |                     |             |             |            |            |  |  |       |       |
|  | LAT Pļaviņš–Točs             | 2                            |                      |   |                     |                     |             |             |            |            |  |  |       |       |
|  | LAT Pļaviņš–Točs             | 2                            | LAT Pļaviņš–Točs     | 2 |                     |                     |             |             |            |            |  |  |       |       |
|  | 2 de agosto                  |                              | LAT Pļaviņš–Točs     | 2 |                     |                     |             |             |            |            |  |  |       |       |
|  |                              | BRA Alison–Álvaro            | 0                    |   |                     |                     |             |             |            |            |  |  |       |       |
|  | MEX Gaxiola – Rubio          | BRA Alison–Álvaro            | 0                    | 0 |                     |                     |             |             |            |            |  |  |       |       |
|  | MEX Gaxiola – Rubio          |                              | 7 de agosto          | 0 |                     |                     |             |             |            |            |  |  |       |       |
|  | BRA Alison–Álvaro            | 2                            |                      |   |                     |                     |             |             |            |            |  |  |       |       |
|  | BRA Alison–Álvaro            | 2                            | NOR Mol–Sørum        | 2 |                     |                     |             |             |            |            |  |  |       |       |
|  | 1 de agosto                  |                              | NOR Mol–Sørum        | 2 |                     |                     |             |             |            |            |  |  |       |       |
|  |                              | ROC Krasilnikov–Stoyanovskiy | 0                    |   |                     |                     |             |             |            |            |  |  |       |       |
|  | QAT Cherif–Ahmed             | ROC Krasilnikov–Stoyanovskiy | 0                    | 2 |                     |                     |             |             |            |            |  |  |       |       |
|  | QAT Cherif–Ahmed             | 4 de agosto                  |                      | 2 |                     |                     |             |             |            |            |  |  |       |       |
|  | USA Lucena–Dalhausser        | 1                            |                      |   |                     |                     |             |             |            |            |  |  |       |       |
|  | USA Lucena–Dalhausser        | 1                            | QAT Cherif–Ahmed     | 2 |                     |                     |             |             |            |            |  |  |       |       |
|  | 2 de agosto                  |                              | QAT Cherif–Ahmed     | 2 |                     |                     |             |             |            |            |  |  |       |       |
|  |                              | ITA Nicolai–Lupo             | 0                    |   |                     |                     |             |             |            |            |  |  |       |       |
|  | POL Bryl–Fijałek             | ITA Nicolai–Lupo             | 0                    | 0 |                     |                     |             |             |            |            |  |  |       |       |
|  | POL Bryl–Fijałek             |                              | 5 de agosto          | 0 |                     |                     |             |             |            |            |  |  |       |       |
|  | ITA Nicolai–Lupo             | 2                            |                      |   |                     |                     |             |             |            |            |  |  |       |       |
|  | ITA Nicolai–Lupo             | 2                            | QAT Cherif–Ahmed     | 0 |                     |                     |             |             |            |            |  |  |       |       |
|  | 2 de agosto                  |                              | QAT Cherif–Ahmed     | 0 |                     |                     |             |             |            |            |  |  |       |       |
|  |                              | ROC Krasilnikov–Stoyanovskiy | 2                    |   | Disputa pelo bronze | Disputa pelo bronze |             |             |            |            |  |  |       |       |
|  | USA Gibb–Bourne              | ROC Krasilnikov–Stoyanovskiy | 2                    | 1 | Disputa pelo bronze | Disputa pelo bronze |             |             |            |            |  |  |       |       |
|  | USA Gibb–Bourne              | 4 de agosto                  | 4 de agosto          | 1 |                     |                     | 7 de agosto | 7 de agosto |            |            |  |  |       |       |
|  | GER Thole–Wickler            | 4 de agosto                  | 4 de agosto          | 2 |                     |                     | 7 de agosto | 7 de agosto |            |            |  |  |       |       |
|  | GER Thole–Wickler            | GER Thole–Wickler            | 0                    | 2 | QAT Cherif–Ahmed    | 2                   |             |             |            |            |  |  |       |       |
|  | 2 de agosto                  | GER Thole–Wickler            | 0                    |   | QAT Cherif–Ahmed    | 2                   |             |             |            |            |  |  |       |       |
|  |                              | ROC Krasilnikov–Stoyanovskiy | 2                    |   | LAT Pļaviņš–Točs    | 0                   |             |             |            |            |  |  |       |       |
|  | ESP Herrera–Gavira           | ROC Krasilnikov–Stoyanovskiy | 2                    | 0 | LAT Pļaviņš–Točs    | 0                   |             |             |            |            |  |  |       |       |
|  | ESP Herrera–Gavira           |                              |                      | 0 |                     |                     |             |             |            |            |  |  |       |       |
|  | ROC Krasilnikov–Stoyanovskiy | 2                            |                      |   |                     |                     |             |             |            |            |  |  |       |       |
|  | ROC Krasilnikov–Stoyanovskiy | 2                            |                      |   |                     |                     |             |             |            |            |  |  |       |       |

### Oitavas de final
| 1 de agosto 13:00 Relatório | QAT Cherif–Ahmed | 2–1               | USA Lucena–Dalhausser | Parque Shiokaze, Tóquio Árbitro(s): ARG Osvaldo Sumavil RUS Roman Pristovakin |
| 1 de agosto 13:00 Relatório | 14 21 15         | Set 1 Set 2 Set 3 | 21 19 11              | Parque Shiokaze, Tóquio Árbitro(s): ARG Osvaldo Sumavil RUS Roman Pristovakin |

| 1 de agosto 22:00 Relatório | NOR Mol–Sørum | 2–0         | NED Brouwer–Meeuwsen | Parque Shiokaze, Tóquio Árbitro(s): BRA Mário Ferro ITA Davide Crescentini |
| 1 de agosto 22:00 Relatório | 21            | Set 1 Set 2 | 17 19                | Parque Shiokaze, Tóquio Árbitro(s): BRA Mário Ferro ITA Davide Crescentini |

| 2 de agosto 13:00 Relatório | BRA Evandro–Bruno | 0–2         | LAT Pļaviņš–Točs | Parque Shiokaze, Tóquio Árbitro(s): GRE Charalampos Papadogoulas RSA Giovanni Bake |
| 2 de agosto 13:00 Relatório | 19 18             | Set 1 Set 2 | 21               | Parque Shiokaze, Tóquio Árbitro(s): GRE Charalampos Papadogoulas RSA Giovanni Bake |

| 2 de agosto 14:00 Relatório | ROC Semenov–Leshukov | 2–0         | CHI M. Grimalt–E. Grimalt | Parque Shiokaze, Tóquio Árbitro(s): ITA Davide Crescentini BRA Mário Ferro |
| 2 de agosto 14:00 Relatório | 21                   | Set 1 Set 2 | 16                        | Parque Shiokaze, Tóquio Árbitro(s): ITA Davide Crescentini BRA Mário Ferro |

| 2 de agosto 17:00 Relatório | POL Bryl–Fijałek | 0–2         | ITA Nicolai–Lupo | Parque Shiokaze, Tóquio Árbitro(s): ARG Osvaldo Sumavil ESP José María Padrón |
| 2 de agosto 17:00 Relatório | 20 18            | Set 1 Set 2 | 22 21            | Parque Shiokaze, Tóquio Árbitro(s): ARG Osvaldo Sumavil ESP José María Padrón |

| 2 de agosto 18:00 Relatório | ESP Herrera–Gavira | 0–2         | ROC Krasilnikov–Stoyanovskiy | Parque Shiokaze, Tóquio Árbitro(s): USA Brig Beatie POR Rui Carvalho |
| 2 de agosto 18:00 Relatório | 20 17              | Set 1 Set 2 | 22 21                        | Parque Shiokaze, Tóquio Árbitro(s): USA Brig Beatie POR Rui Carvalho |

| 2 de agosto 21:00 Relatório | MEX Gaxiola – Rubio | 0–2         | BRA Alison–Álvaro | Parque Shiokaze, Tóquio Árbitro(s): RUS Roman Pristovakin RSA Giovanni Bake |
| 2 de agosto 21:00 Relatório | 14 13               | Set 1 Set 2 | 21                | Parque Shiokaze, Tóquio Árbitro(s): RUS Roman Pristovakin RSA Giovanni Bake |

| 2 de agosto 22:00 Relatório | USA Gibb–Bourne | 1–2               | GER Thole–Wickler | Parque Shiokaze, Tóquio Árbitro(s): BRA Mário Ferro ITA Davide Crescentini |
| 2 de agosto 22:00 Relatório | 21 15 11        | Set 1 Set 2 Set 3 | 17 21 15          | Parque Shiokaze, Tóquio Árbitro(s): BRA Mário Ferro ITA Davide Crescentini |

### Quartas de final
| 4 de agosto 09:00 Relatório | ROC Semenov–Leshukov | 0–2         | NOR Mol–Sørum | Parque Shiokaze, Tóquio Árbitro(s): POR Rui Carvalho COL Juan Carlos Saavedra |
| 4 de agosto 09:00 Relatório | 17 19                | Set 1 Set 2 | 21            | Parque Shiokaze, Tóquio Árbitro(s): POR Rui Carvalho COL Juan Carlos Saavedra |

| 4 de agosto 10:00 Relatório | LAT Pļaviņš–Točs | 2–0         | BRA Alison–Álvaro | Parque Shiokaze, Tóquio Árbitro(s): USA Brig Beatie GRE Charalampos Papadogoulas |
| 4 de agosto 10:00 Relatório | 21               | Set 1 Set 2 | 16 19             | Parque Shiokaze, Tóquio Árbitro(s): USA Brig Beatie GRE Charalampos Papadogoulas |

| 4 de agosto 21:00 Relatório | GER Thole–Wickler | 0–2         | ROC Krasilnikov–Stoyanovskiy | Parque Shiokaze, Tóquio Árbitro(s): GRE Charalampos Papadogoulas ITA Davide Crescentini |
| 4 de agosto 21:00 Relatório | 16 19             | Set 1 Set 2 | 21                           | Parque Shiokaze, Tóquio Árbitro(s): GRE Charalampos Papadogoulas ITA Davide Crescentini |

| 4 de agosto 22:00 Relatório | QAT Cherif–Ahmed | 2–0         | ITA Nicolai–Lupo | Parque Shiokaze, Tóquio Árbitro(s): BRA Mário Ferro ESP José María Padrón |
| 4 de agosto 22:00 Relatório | 21 23            | Set 1 Set 2 | 17 21            | Parque Shiokaze, Tóquio Árbitro(s): BRA Mário Ferro ESP José María Padrón |

### Semifinal
| 5 de agosto 21:00 Relatório | NOR Mol–Sørum | 2–0         | LAT Pļaviņš–Točs | Parque Shiokaze, Tóquio Árbitro(s): ARG Osvaldo Sumavil GRE Charalampos Papadogoulas |
| 5 de agosto 21:00 Relatório | 21            | Set 1 Set 2 | 15 16            | Parque Shiokaze, Tóquio Árbitro(s): ARG Osvaldo Sumavil GRE Charalampos Papadogoulas |

| 5 de agosto 22:00 Relatório | QAT Cherif–Ahmed | 0–2         | ROC Krasilnikov–Stoyanovskiy | Parque Shiokaze, Tóquio Árbitro(s): ITA Davide Crescentini USA Brig Beatie |
| 5 de agosto 22:00 Relatório | 19 17            | Set 1 Set 2 | 21                           | Parque Shiokaze, Tóquio Árbitro(s): ITA Davide Crescentini USA Brig Beatie |

### Disputa pelo bronze
| 7 de agosto 10:00 Relatório | LAT Pļaviņš–Točs | 0–2         | QAT Cherif–Ahmed | Parque Shiokaze, Tóquio Árbitro(s): USA Brig Beatie RUS Roman Pristovakin |
| 7 de agosto 10:00 Relatório | 12 18            | Set 1 Set 2 | 21               | Parque Shiokaze, Tóquio Árbitro(s): USA Brig Beatie RUS Roman Pristovakin |

### Final
| 7 de agosto 11:30 Relatório | NOR Mol–Sørum | 2–0         | ROC Krasilnikov–Stoyanovskiy | Parque Shiokaze, Tóquio Árbitro(s): GRE Charalampos Papadogoulas ESP José María Padrón |
| 7 de agosto 11:30 Relatório | 21            | Set 1 Set 2 | 17 18                        | Parque Shiokaze, Tóquio Árbitro(s): GRE Charalampos Papadogoulas ESP José María Padrón |

## Classificação final
| Pos.              | Dupla                          |
| ----------------- | ------------------------------ |
| Medalha de ouro   | NOR Mol – Sørum                |
| Medalha de prata  | ROC Krasilnikov – Stoyanovskiy |
| Medalha de bronze | QAT Cherif – Ahmed             |
| 4                 | LAT Pļaviņš – Točs             |
| 5                 | BRA Alison – Álvaro            |
| 5                 | GER Thole – Wickler            |
| 5                 | ITA Nicolai – Lupo             |
| 5                 | ROC Semenov – Leshukov         |
| 9                 | BRA Evandro – Bruno            |
| 9                 | CHI M. Grimalt – E. Grimalt    |
| 9                 | MEX Gaxiola – Rubio            |
| 9                 | NED Brouwer – Meeuwsen         |
| 9                 | POL Fijałek – Bryl             |
| 9                 | ESP Herrera – Gavira           |
| 9                 | USA Gibb – Bourne              |
| 9                 | USA Lucena – Dalhausser        |
| 17                | POL Kantor – Łosiak            |
| 17                | SUI Heidrich – Gerson          |
| 19                | ARG Azaad – Capogrosso         |
| 19                | AUS McHugh – Schumann          |
| 19                | CZE Perušič – Schweiner        |
| 19                | ITA Carambula – Rossi          |
| 19                | JPN Ishijima – Shiratori       |
| 19                | MAR El Graoui – Abicha         |